# Nikola Petrić
Nikola Petrić (serb. cyr. Никола Петрић; ur. 11 maja 1991 w Čačaku) – serbski piłkarz grający na pozycji bramkarza w serbskim klubie Proleter Nowy Sad. Były młodzieżowy reprezentant Serbii.
Wychowanek Boraca Čačak, w którym rozpoczął również seniorską karierę. Grał również w Mladosti Lučani, FK Čukaričkach, IF Brommapojkarnie, Panachaiki GE oraz Araracie-Armenii Erywań.